# Patrick Kake
Patrick Paul Kake es un actor neozelandés. Es conocido por su papel de Oreius en The Chronicles of Narnia: The Lion, the Witch and the Wardrobe. También hizo del personaje Mauser por 23 de los 28 episodios de la serie Cleopatra 2525, y fue la voz de Scaletex en Power Rangers: Operation Overdrive. También interpretó a Frank Robbins en 30 Days of Night, junto a Josh Hartnett, y ha aparecido en seis episodios de Hercules: The Legendary Journeys como Hercules.

## Filmografía
- Skin & Bone (2003) - Sean (Capitán rojo)
- The Chronicles of Narnia: The Lion, the Witch and the Wardrobe (2005) - Oreius (voz)
- In Her Line of Fire (2006) - Hammer
- Power Rangers: Operation Overdrive (2007, Serie de televisión) - Skoltox (voz)
- 30 Days of Night (2007) - Frank Robbins